# Нарымское сельское поселение
Нарымское се́льское поселе́ние — муниципальное образование в Парабельском районе Томской области Российской Федерации.
Административный центр — село Нарым.

## История
Статус и границы сельского поселения установлены Законом Томской области от 15 октября 2004 года № 225-ОЗ О наделении статусом муниципального района, сельского поселения и установлении границ муниципальных образований на территории Парабельского района.

## Население
| 2002  | 2010  | 2012  | 2013  | 2014  | 2015  | 2016  |
| ----- | ----- | ----- | ----- | ----- | ----- | ----- |
| 2573  | ↘2106 | ↘2053 | ↘2006 | ↘1987 | ↘1938 | ↘1901 |
| 2017  | 2018  | 2019  | 2020  | 2021  |       |       |
| ↘1863 | ↘1849 | ↘1791 | ↗1810 | ↘1413 |       |       |

## Состав сельского поселения
| № | Населённый пункт | Тип населённого пункта       | Население |
| - | ---------------- | ---------------------------- | --------- |
| 1 | Алатаево         | село                         | ↘25       |
| 2 | Луговское        | деревня                      | ↘73       |
| 3 | Нарым            | село, административный центр | ↘817      |
| 4 | Талиновка        | деревня                      | ↘62       |
| 5 | Шпалозавод       | посёлок                      | ↘436      |